# Vlag van Schettens

Vlag van Schettens

De vlag van Schettens is de dorpsvlag van het Nederlandse dorp Schettens, in de Friese gemeente Súdwest-Fryslân. Deze vlag is ontworpen door Klaes Sierksma. De vlag werd in 1955 aangenomen en in 1969 geregistreerd.
Bij gemeenteraadsbesluit van 19 april 1955 zijn een vlag vastgesteld voor de 27 dorpen van de vroegere gemeente Wonseradeel. Deze vlag is ontworpen door Klaes Sierksma.

## Ontwerp
De vlag bestaat uit vier diagonale banen in het rood en wit rechtsgeschuind. Aan de mastzijde toont een blauwe verticale baan met daarin een wit blokje.

## Verklaring
De kleuren rood en wit zijn afgeleid van het dorpswapen. Hierin is rood gebruikt voor de fleur de lis en wit voor een roos. Deze beide elementen zijn afkomstig van het familiewapen van het geslacht Van Osinga dat in het dorp de Osinga State bewoonde. De mastzijde toont de vlag van Wonseradeel, de gemeente waar Schettens eerder tot behoorde.

## Zie ook

Wapen van Schettens